# Vladivoj
Vladivoj, auch Lambert (* um 981; † 1003) war in den Jahren 1002–1003 Herzog von Böhmen.
Er wurde in der älteren Forschung als Angehöriger der polnischen Herrscherfamilie der Piasten bezeichnet, was aber durch die Quellen nicht gestützt wird. Wahrscheinlicher ist, dass er mit den Přemysliden verwandt war, entweder als Angehöriger einer Seitenlinie oder als jüngster Sohn Herzog Boleslavs I. Nach dem Sturz von Boleslav III. Mitte 1002 setzte ihn der polnische König Bolesław I. als Herzog von Böhmen ein. Im November 1002 sicherte er sich in der bayrischen Hauptstadt Regensburg auch die Unterstützung des deutschen Königs Heinrich II., indem er sich als erster Herzog Böhmen als Lehen übertragen ließ. Das hatte zur Folge, dass Böhmen seit dieser Zeit als Bestandteil des Heiligen Römischen Reiches betrachtet wurde. Vladivoj starb schon kurz darauf im Januar 1003, laut Quellen  aufgrund übermäßigen Alkoholkonsums.